# قلعه بل‌اوی
قلعه بل‌اوی (به فرانسوی: Château de Belœil) قلعه یا کاخی است در شهر بِل‌اوی، بلژیک است.
این قلعه که در سال ۱۳۹۴ میلادی ساخته شده است در ابتدا مورد استفاده شاهزاده لین بوده است در اطراف آن باغ بزرگی طراحی شده، قلعه بولوئیل هم‌اکنون به صورت موزه در فصل‌های بهار و تابستان مورد استفاده است.

## نگارخانه

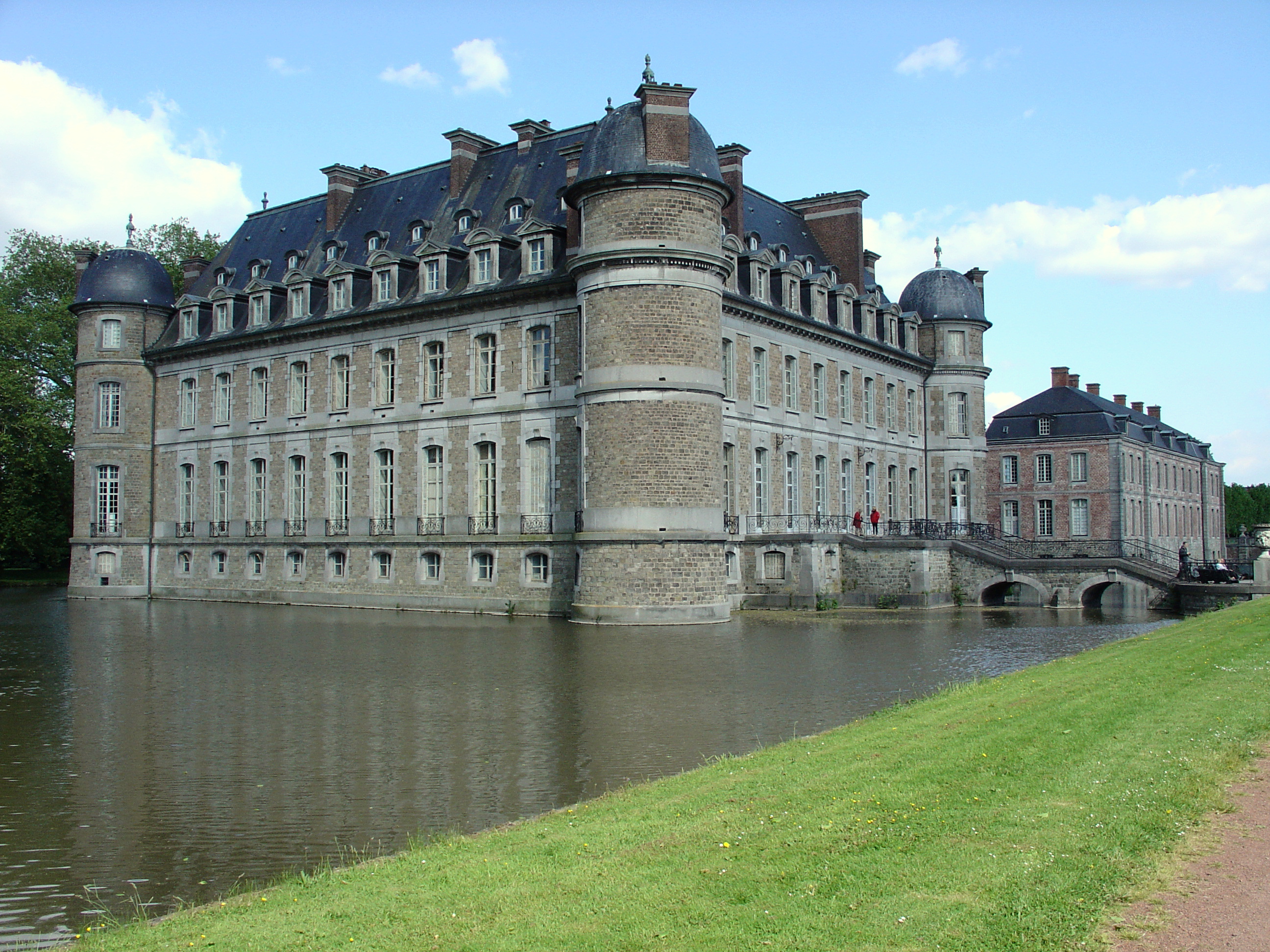
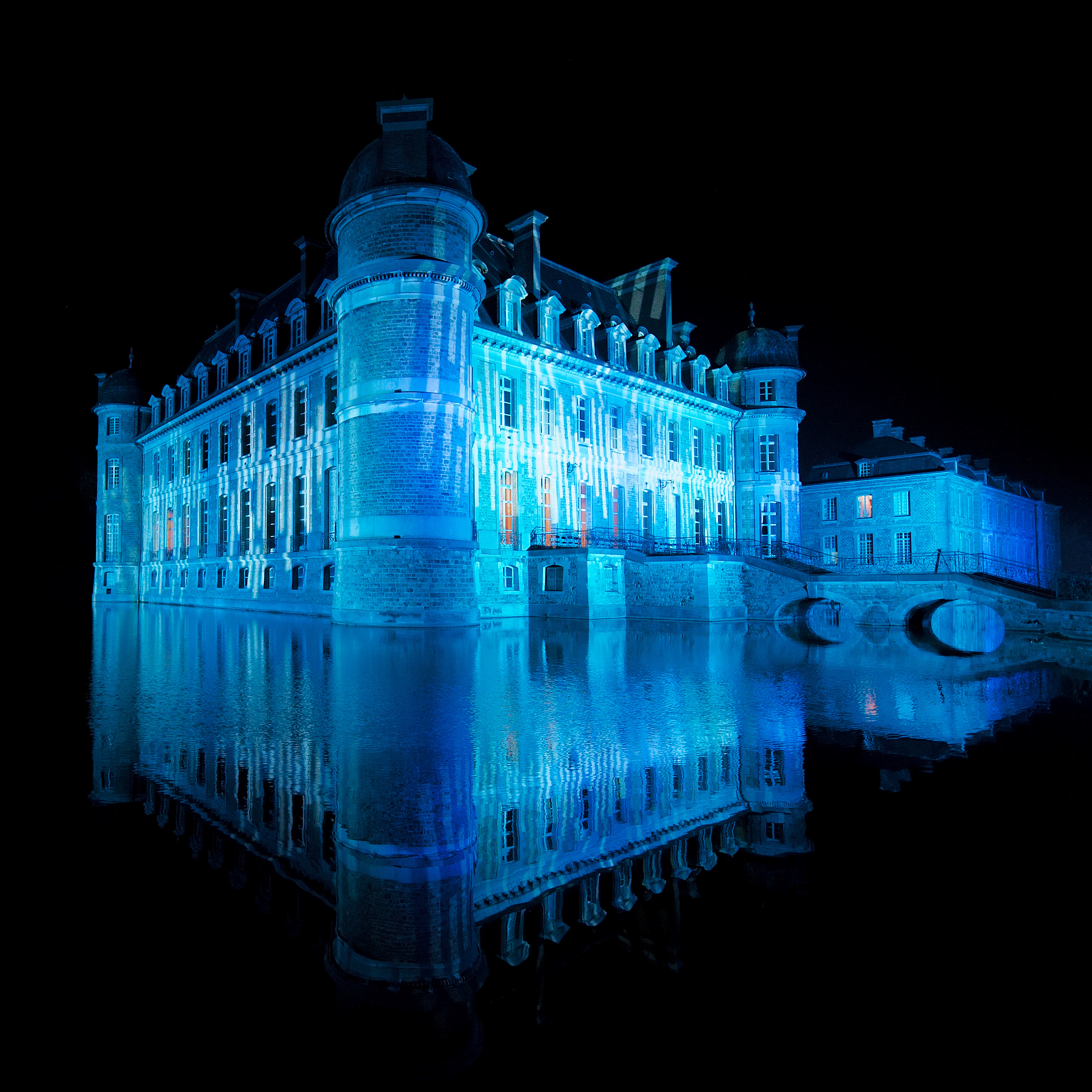
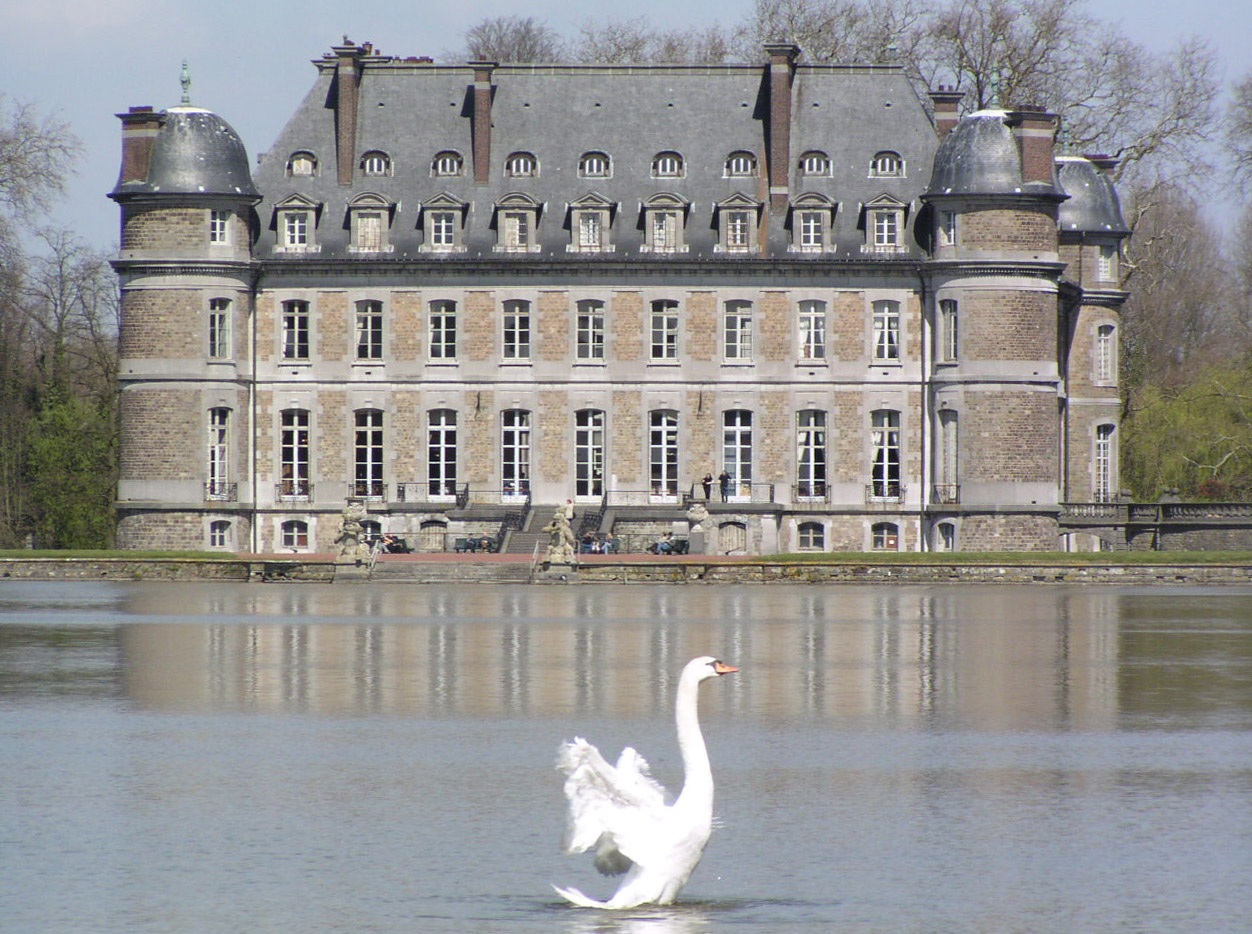
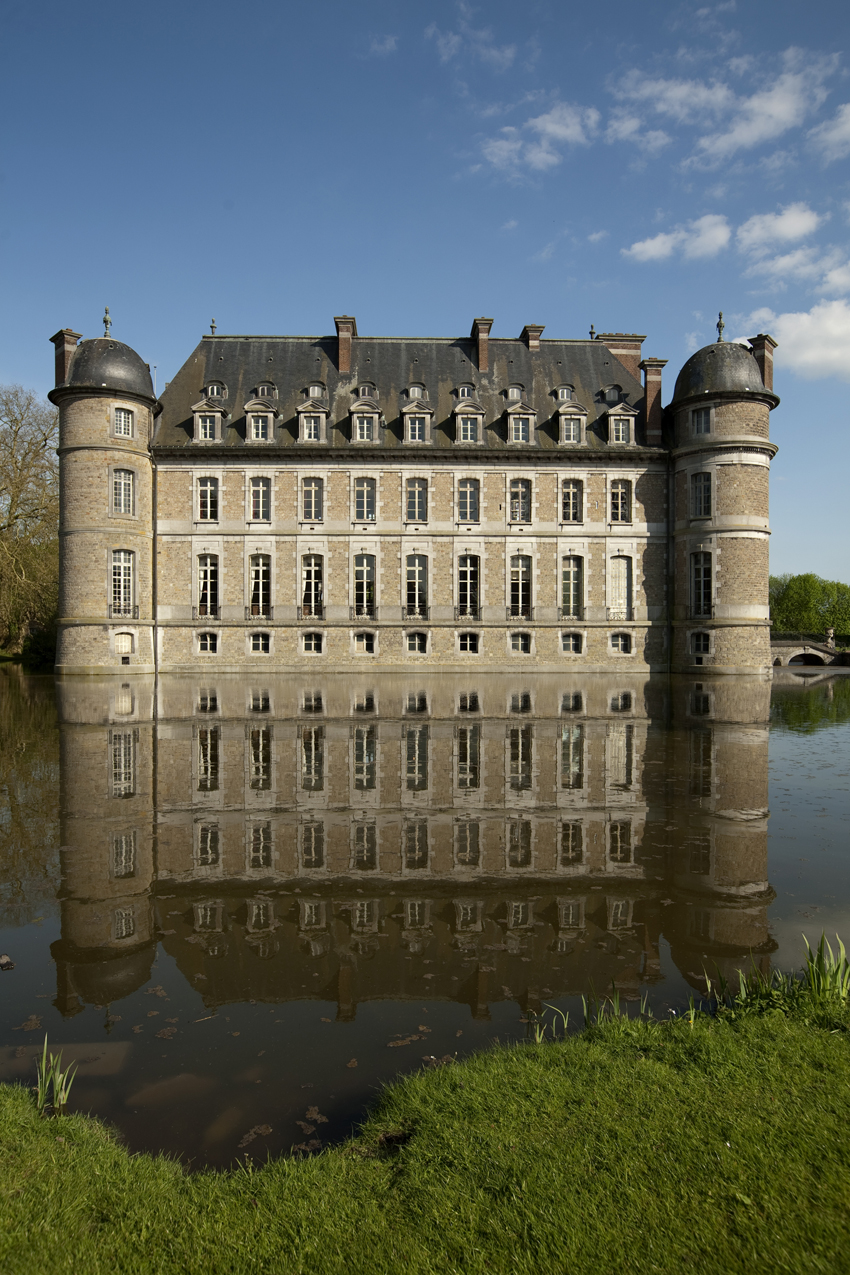
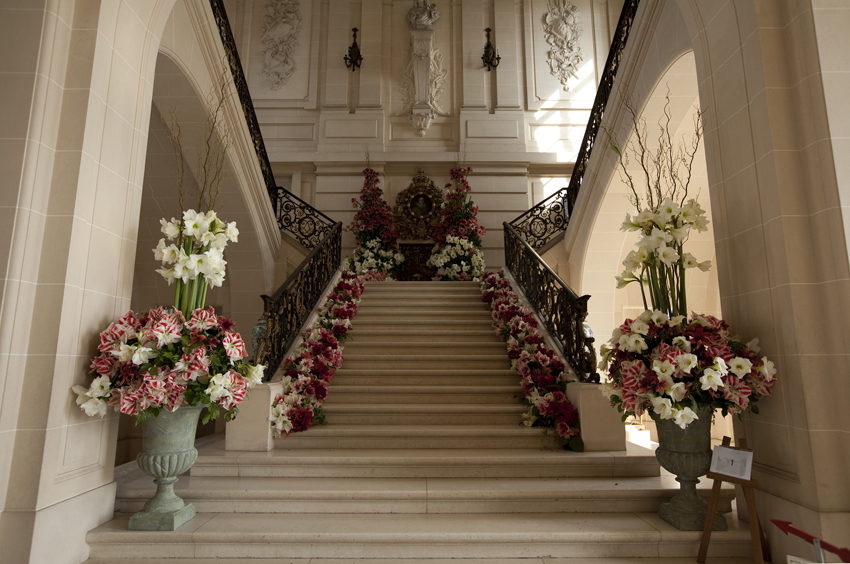
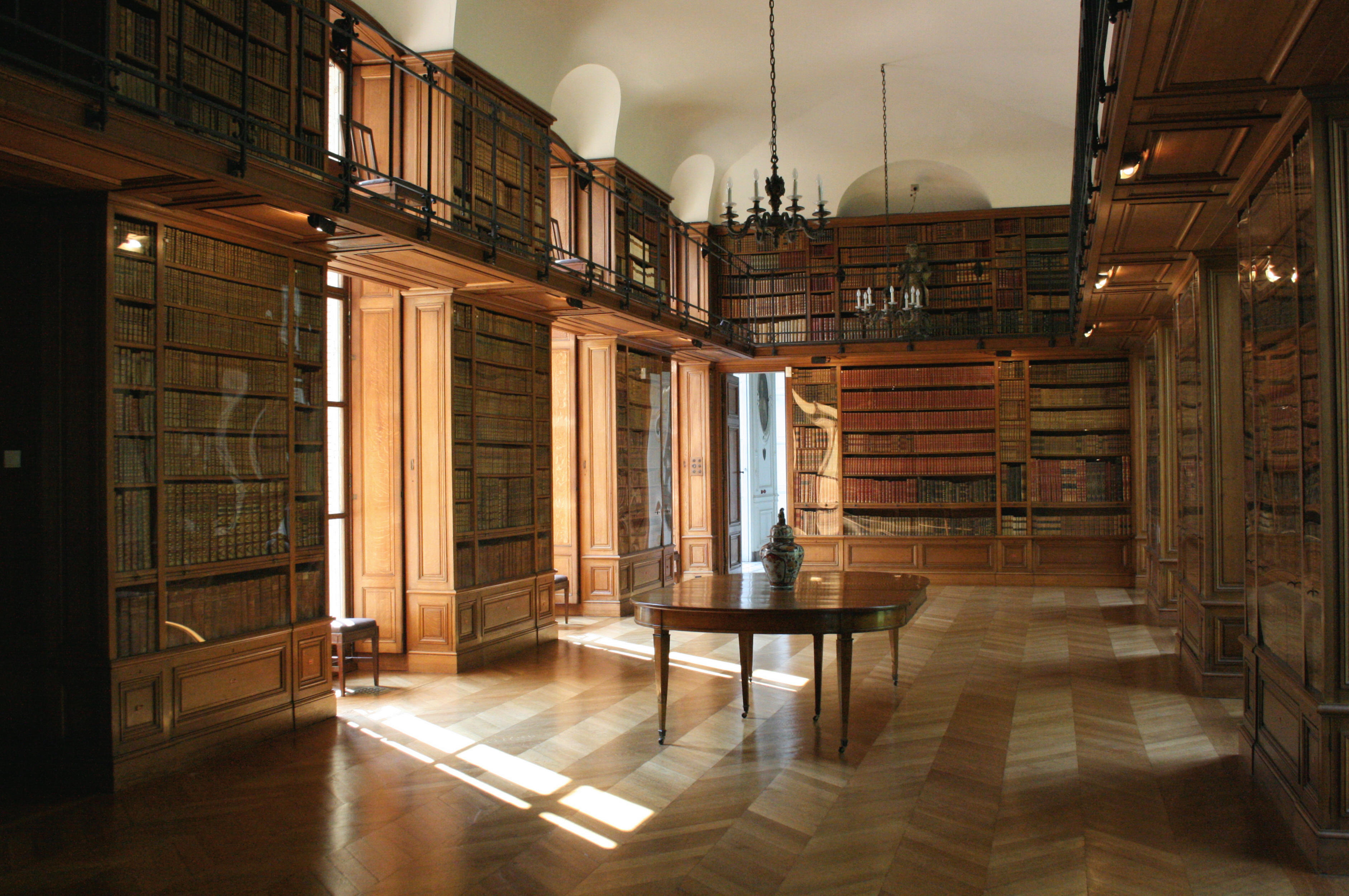